# Mandarinia baronesa
Mandarinia baronesa är en fjärilsart som beskrevs av Hans Fruhstorfer 1906. Mandarinia baronesa ingår i släktet Mandarinia och familjen praktfjärilar. Inga underarter finns listade i Catalogue of Life.